# Hilfskomitee für die Griechen Kleinasiens
Das Hilfskomitee für die Griechen Kleinasiens, kurz Griechisches Hilfskomitee (englisch Relief Committee for Greeks of Asia Minor oder Greek Relief Committee), war eine Hilfsorganisation, die während des Ersten Weltkrieges als Reaktion auf die Vertreibung der Griechen Kleinasiens im Osmanischen Reich etabliert wurde. Sie bestand von 1917 bis 1921 und hatte ihren Sitz in New York.

## Exekutivdirektorium
- Vorsitzender: Frank W. Jackson
- Ehrenvorsitzender: Jacob Gould Schurman
- Vize-Vorsitzender: Basile D. Dugundji
- Sekretär: John P. Xenides
- Schatzmeister: Abraham E. Kazan (bis November 1917), Rollin P. Grant

## Tätigkeiten
Das Griechische Hilfskomitee arbeitete mit einem Netzwerk aus ausländischen Konsuln, Hilfsarbeitern, humanitären Einrichtungen und Missionaren, die in verschiedenen Standorten im Osmanischen Reich tätig waren. Damit waren ihre Arbeitsmethoden ähnlich denen des Komitees für Armenische und Syrische Hilfe (ACASR), das ebenfalls im Ersten Weltkrieg tätig war. Es kooperierte auch mit amerikanischen diplomatischen Institutionen in Athen und Thessaloniki, um Flüchtlingen zu helfen, die aus der Türkei kamen.